# ECos
eCos és un sistema operatiu de temps real que és utilitzat en sistemes encastats i aplicacions que només necessiten un procés amb múltiples fils d'execució. Està implementat en C/C++ i té capes de compatibilitat i d'interfícies de programació amb POSIX i μITRON.
El seu desenvolupament va ser impulsat per l'empresa Red Hat, que el 2004 va donar els drets a la Free Software Foundation perquè continués amb el seu desenvolupament.

## Disseny
eCos va ser dissenyat per dispositius amb mides de memòria d'unes poques decenes fins a diversos centenars de kilobytes, o per aplicacions que necessitin funcionalitats de temps real.
eCos funciona en una àmplia varietat de plataformes de hardware, incloent ARM, CalmRISC, FR-V, Hitachi H8, IA-32, Motorola 68000, Matsushita AM3x, MIPS, NEC V8xx, Nios II, PowerPC, SPARC i SuperH.
La distribució eCos inclou RedBoot, una aplicació de codi obert que utilitza eCos com a capa d'abstracció de hardware per proporcionar un firmware d'arrencada als sistemes encastats.

## Història
eCos va ser desenvolupat el 1997 per Cygnus Solutions la cual més tard va ser comprada per l'empresa Red Hat. A principis de 2002, Red Hat va parar el desenvolupament de eCos i va acomiadar a tot el personal del projecte. Molts dels empleats acomiadats van continuar treballant en eCos i alguns van formar les seves pròpies empreses proporcionant servei al software. El gener de 2004, a petició dels desenvolupadors de eCos, Red Hat es va comprometre a transferir els drets d'autor de eCos a la Free Software Foundation a l'octubre de 2005, un procés que finalment es va completar al maig de 2008.

## eCosPro
El sistema operatiu de temps real eCosPro és una branca comercial de eCos creat per eCosCentric que incorpora components de programari de propietat. S'afirma com "una versió totalment provada, estable, certificada i recolzada", amb característiques addicionals que no són alliberades com a programari lliure.